# Peter Munk Christiansen
Peter Munk Christiansen (født 15. maj 1956 i Selde) er en dansk ph.d. og professor i statskundskab ved Aarhus Universitet.
Christiansen blev cand.scient.pol. fra Aarhus Universitet i 1983 og ph.d. i statskundskab samme sted i 1988.
Efter to år som fuldmægtig i Boligministeriet 1983-1985 helligede Peter Munk Christiansen sig forskergerningen. Fra 1987 til 1989 var han adjunkt ved Institut for Statskundskab, Aarhus Universitet og lektor samme sted 1989-1999. Fra 1999 til 2003 var han professor ved Institut for Økonomi, Politik og Forvaltning, Aalborg Universitet og fra 2003 til 2007 professor ved Institut for Statskundskab, Syddansk Universitet. Siden 2007 har han været professor ved Institut for Statskundskab, Aarhus Universitet.
Blandt Peter Munk Christiansens forskningsområder er interesseorganisationernes politiske rolle og politiske beslutningsprocesser. Han var en væsentlig kraft bag Magtudredningen.
Frem til februar 2024 var han leder af Institut for Statskundskab. Han er desuden forhenværende formand for Danmarks Frie Forskningsfond.
Siden 2007 har han været medlem af Det Frie Forskningsråd/Samfund og Erhverv, fra 2009 tillige formand. Derudover er han formand for ph.d.-programudvalget i statskundskab ved Aarhus Universitet.